# Shoshone (rzeka)
Shoshone – długa na 160 km rzeka w północnym Wyoming, w Stanach Zjednoczonych. Źródła tworzących ją trzech potoków znajdują się w paśmie górskim Absaroka na terenie Parku Narodowego Yellowstone. Spotykają się w sztucznym zbiorniku wodnym utworzonym po wybudowaniu w roku 1910 tamy Buffalo Bill Dam. Stąd rzeka płynie w pobliżu lub przez miejscowości Cody, Powell, Byron i Lovell; w pobliżu tej ostatniej wpada do rzeki Bighorn, głównego dopływu rzeki Yellowstone.  
W pobliżu miasta Cody rzeka przepływa przez aktywny wulkanicznie region bogaty w fumarole nazwany Colter's Hell. Gazy i opary dostające się tu do rzeki spowodowały, że na starych mapach Wyomingu występowała ona jako Stinking Water River (Rzeka Śmierdzącej Wody). Nazwę tę nadał odkrywca John Colter w 1807 roku.
Obecna nazwa rzeki pochodzi od indiańskiego plemienia Szoszonów zamieszkujących kiedyś te tereny i została wybrana na społeczne żądanie w 1901 roku.